# Jönköpings Södra IF
El Jönköpings Södra IF es un club de fútbol sueco de la ciudad de Jönköping en la provincia de Odensberg. Fue fundado en 1922 y juega en la Superettan.

## Palmarés
- Superettan: 1

2015